# Hermann Eichfeld

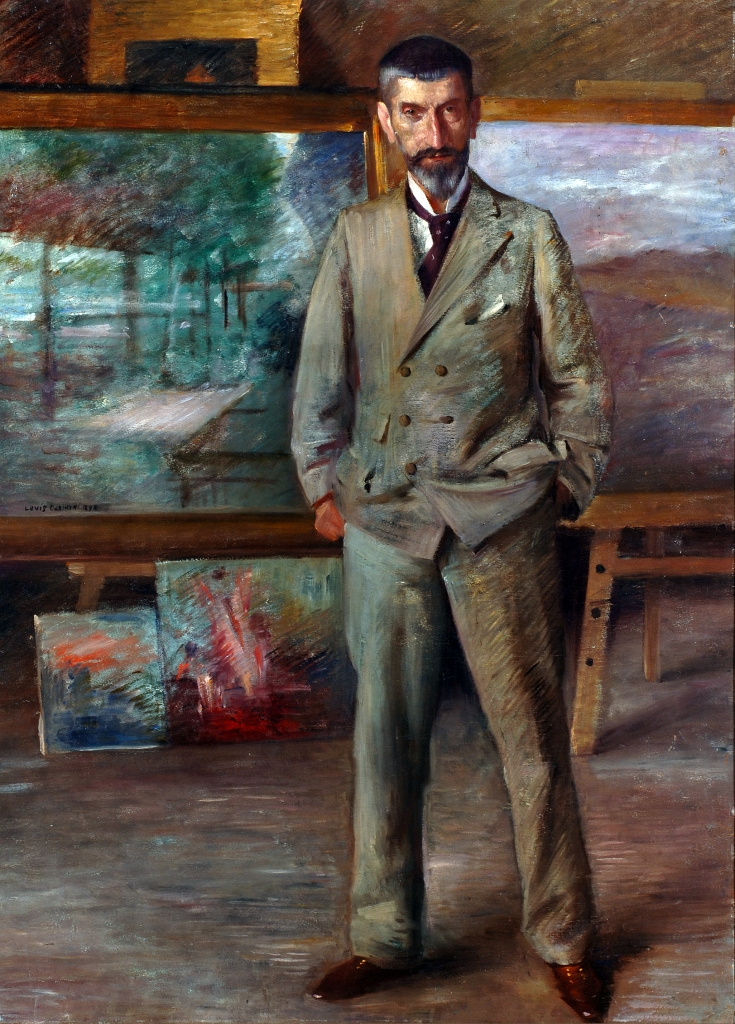
Hermann Eichfeld, Porträt von Lovis Corinth, 1893

Hermann Eichfeld (* 27. Februar 1845 in Karlsruhe; † 26. August 1917 in Mannheim) war ein deutscher  Landschaftsmaler. Er war Professor und Direktor der Großherzoglichen Gemäldegalerie Mannheim.

## Leben
Hermann Eichfeld wurde als Sohn des Kaufmanns Carl Joseph Eichfeld, des ersten Kriegsministers der Badischen Revolutionsregierung, geboren. Nach der niedergeschlagenen Revolution lebte die Familie in Antwerpen, wo Eichfeld als Jugendlicher mit Anselm Feuerbach, Ludwig Kachel dem Jüngeren, Karl Roux und anderen Künstlern zusammenkam, die während des Besuchs der Antwerpener Kunstakademie, die damals von Gustave Wappers geleitet wurde, im Hause der Familie Eichfeld verkehrten. Bereits mit zwölf Jahren besuchte er als Kunstbeflissener den Antikensaal dieser Akademie.
Sein beruflicher Werdegang nahm jedoch zunächst eine andere Entwicklung. 1864 ging er zum Studium der Ingenieurwissenschaften an das Polytechnikum Zürich, wo er sich dem Corps Rhenania anschloss. Nach der Suspension Rhenanias im März 1865 muss er alsbald Zürich verlassen haben und trat in den badischen Militärdienst. Am Krieg gegen Frankreich nahm er 1870/71 als Offizier teil, wurde verwundet und mit dem Eisernen Kreuz II. Klasse sowie dem Friedrichs-Orden ausgezeichnet.
1873 quittierte er den Offiziersdienst und studierte an der Kunstakademie Stuttgart und bei Joseph Wenglein an der Kunstakademie München. Er war Mitbegründer und später Ausschussmitglied der Münchner Secession. Er betätigte sich literarisch in namhaften Kunstzeitschriften seiner Zeit. 1909 erhielt Eichfeld die Goldene Medaille der Münchner Secession. 1912 wurde er zum Professor und Direktor der Großherzoglichen Gemäldegalerie Mannheim berufen. Der Mannheimer Kunstverein veranstaltete anlässlich seines 70. Geburtstages eine Ausstellung von Studien und Skizzen Eichfelds.
Hermann Eichfeld war Mitglied im Deutschen Künstlerbund.

## Werk

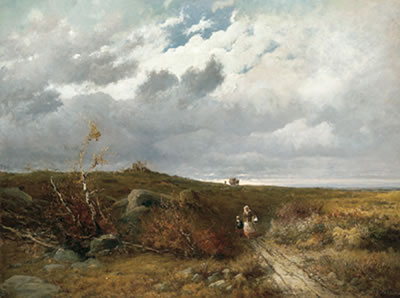
Landstraße mit herannahenden Sturm

Die Landschaftsbilder Eichfelds zeichnen sich durch „einen vornehmen, gedämpften, intim-harmonischen Ton“ aus. Sie sind „einfach und schlicht in ihrer feinen Stimmung“. In seinem natürlichen Stil sind „Form- und Farbelemente zusammen mit der aus Naturbetrachtung hervorgerufenen Stimmung die aufbauenden und wirksamen Stilelemente“.
Auswahl von Gemälden:
- Herbstlandschaft (um 1890)
- Gewitterstimmung auf der Landstraße (1895)
- Märzsonne (1907)
- Am Oberhof (1910)